# Grzegorz Krychowiak
Grzegorz Krychowiak (* 29. ledna 1990 Gryfice) je polský profesionální fotbalista, který hraje na pozici defensivního záložníka za saúdskoarabský klub Abha a za polský národní tým.

## Reprezentační kariéra
V roce 2010 hrál za polskou dvacítku, v letech 2008–2012 byl členem polské reprezentace do 21 let. Zúčastnil se Mistrovství světa hráčů do 20 let 2007 v Kanadě.
V A-mužstvu Polska debutoval 14. 12. 2008 v přátelském zápase proti reprezentaci Srbska, Poláci vyhráli 1:0.
Trenér Adam Nawałka jej zařadil do závěrečné 23členné nominace na EURO 2016 ve Francii.